# IC 182
IC 182 је спирална галаксија у сазвјежђу Рибе која се налази на листи објеката дубоког неба у Индекс каталогу.
Деклинација објекта је + 7° 24' 44" а ректасцензија 1h 59m 51,7s. Привидна величина (магнитуда) објекта IC 182 износи 13,5 а фотографска магнитуда 14,3. IC 182 је још познат и под ознакама UGC 1473, MCG 1-6-26, CGCG 413-22, KUG 0157+071, IRAS 01572+0710, PGC 7556.